# Anna Hallberg
Pour les articles homonymes, voir Hallberg.
Anna Kristina Elisabet Hallberg, née Eriksson le 19 novembre 1963 à Göteborg (Suède), est une femme politique suédoise, membre du Parti social-démocrate suédois des travailleurs. Elle est nommée ministre du Commerce extérieur et de la Coopération nordique de 2019 à 2022.

## Jeunesse
Anna Hallberg grandit à Trollhättan, dans le sud de la Suède. Elle est titulaire d'un diplôme en droit et administration des affaires de l'université de Göteborg, obtenu en 1987.
Elle obtient son premier travail chez Saab à Trollhättan.

## Carrière
Le 10 septembre 2019, elle est nommée ministre du Commerce extérieur et de la Coopération nordique dans le gouvernement Löfven, en remplacement de Ann Linde, nommée ministre des Affaires étrangères.
Elle siège également au conseil d'administration de la Mid Sweden University.